# W mieście Sylwii
W mieście Sylwii (hiszp. En la ciudad de Sylvia) – hiszpańsko-francuski dramat filmowy z 2007 roku w reżyserii José Luisa Guerína. Film ukazuje marzycielski obraz o poszukiwaniu utraconej miłości.

## Fabuła
Film opowiada historię młodego obcokrajowca, włóczącego się po ulicach Strasburga we Francji, który obserwuje i szkicuje dostrzeżone przez siebie przypadkiem ludzkie gesty i spojrzenia. Wrócił tu z nadzieją odnalezienia kobiety, którą poznał kilka lat wcześniej. Jej wspomnienie wciąż unosi się nad miastem, które staje się jednym z bohaterów...

## Nagrody i nominacje
64. MFF w Wenecji (2007)
- udział w konkursie głównym o nagrodę Złotego Lwa